# Erkanbald von Straßburg
Erkanbald, auch Erchembald oder Erchenbald, (* 937/38 in Alamannien; † 12. Juli / 10. Oktober 991 vermutlich in Straßburg) war von 965 bis 991 Bischof von Straßburg.

## Leben
Erkanbalds ursprünglicher Name (Taufname) war Altrich. Er stand in der Gunst des Kaisers Otto I. und dessen Sohnes Otto II., da er ein guter Verwalter und Gesetzgeber war. Als Bischof weihte er mehr als hundert Kirchen und Kapellen in seiner Diözese und gründete eine geistliche Schule am Münster. Den St. Galler Mönch Viktor den Blinden, der aus der Familie des Grafen von Rhätien stammte, berief er zum Leiter. Otto I. und später seine Witwe Adelheid von Burgund und auch Kaiserin Theophanu, die Gattin von Otto II., unterstützen das Bistum Straßburg mit Schenkungen von Domänen in Vinstingen und die wiederholte Zusicherung des Münzrechts.
Der Kaiser übergab ihm die Regierung von Straßburg im Rang eines Grafen, wobei das Richteramt durch einen vom Bischof bestellten Vogt ausgeübt wurde. Erkanbald begleitete den Kaiser auch auf dem Italienfeldzug. Kurz nach dem Regierungsantritt Otto III. starb er 991, wahrscheinlich in Straßburg.